# Cable Modem Termination System
Ein Cable Modem Termination System (CMTS) ist eine Komponente, die sich in der Regel in einer Kabelkopfstelle (englisch Headend) befindet und Datenübertragung, wie Zugang zum Internet oder Voice over Cable dem Kabelnutzer als Dienst zur Verfügung stellt. Je nach Ausbaustufe kann ein CMTS bis zu 150.000 Haushalte bedienen (Stand: Frühjahr 2014).

## Wesentliche Baugruppen eines CMTS

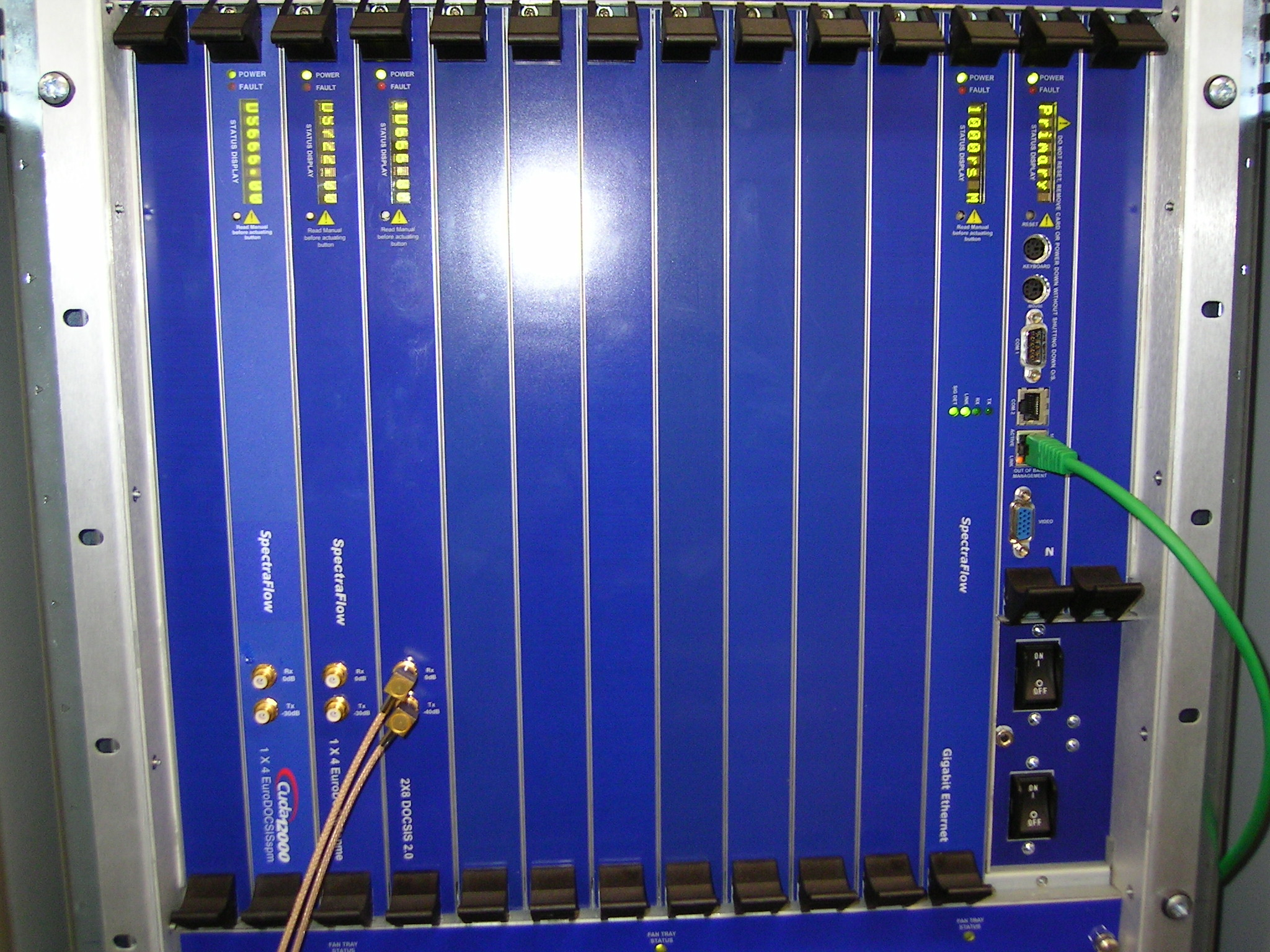
Cable Modem Termination System

### MAC-Prozessor
Der MAC-Prozessor ist verantwortlich für das Management der Kabelmodems.

### Scheduler
In enger Abstimmung mit dem MAC-Prozessor ist der Scheduler verantwortlich für das Management der Upstream Channel Ressourcen.

### WAN-Interface
Das WAN-Interface bildet die Schnittstelle zum IP-Netz. Die Schnittstelle kann sowohl als Router als auch als Bridge umgesetzt sein.

### Downstream-Modulator
Der Downstream-Modulator oder auch Sendeeinheit moduliert die Daten, die vom Internet kommen, auf einen Träger und sendet die Daten zum Kabelmodem. Die Sendeeinheit arbeitet in einem Frequenzbereich von 88–860 MHz bei DOCSIS und von 88–1012 MHz bei EuroDOCSIS.

### Upstream-Demodulator
Der Upstream-Demodulator oder auch Empfangseinheit empfängt die Daten die vom Kabelmodem zum CMTS gesendet werden. Je nach Anzahl der Knoten oder Koaxzellen, die wiederum von der Größe des Kabelnetzes und der Anzahl der betriebenen Kabelmodems abhängt, gibt es einen oder mehrere Upstream-Demodulatoren. Die Empfangseinheit arbeitet in einem Frequenzbereich von 5–65 MHz nach Europäischem Standard (EuroDOCSIS) oder in einem Frequenzbereich von 5–42 MHz nach US-Standard (DOCSIS).

## Zusammenschaltung von Down- und Upstream

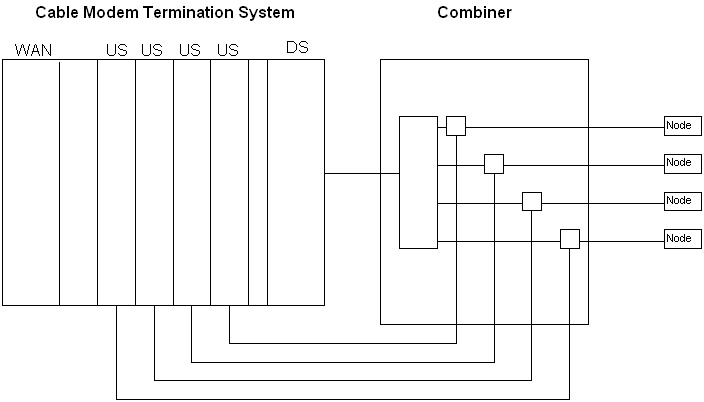
Zusammenschaltung von Down- und Upstream

Um die Anzahl an Upstreams und Downstream auf eine physische Leitung zu schalten, werden diese über Richtkoppler (englisch power combiner) zusammengeführt.